# Venus (mitologia)
Venus és una deessa romana principalment associada amb l'amor i la bellesa, amplament, encara que no completament, equivalent a la bella grega Afrodita.
Va ser reverenciada a les religions politeistes i a les mitologies de les cultures clàssiques. En un principi era la deessa de la primavera, i se la considerava filla de Júpiter i de Dione. Posteriorment va ser assimilada a la deessa grega Afrodita (deessa de la bellesa) i des de llavors va estendre's una altra llegenda sobre el seu naixement. Venus va sorgir de l'escuma del mar en caure-hi els membres mutilats d'Urà, per aquest motiu era reverenciada pels pescadors i les persones que treballen a la mar. Venus es va casar amb Vulcà (Déu del foc). Venus va tenir un fill amb Mart, déu de la guerra: en Cupido, que se'l sol representar com un nen amb un arc i fletxes d'or i de plom, per a fer sortir l'amor i l'odi respectivament.
Diferents emperadors li varen construir temples, com l'emperador Hadrià al fòrum romà, i Pompeu, amb el nom de Venus Victrix.

## Nom i atributs

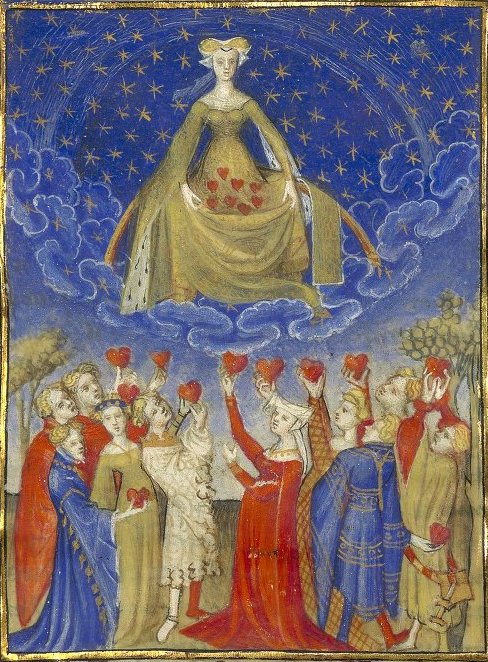
Representació medieval de Venus

Venus implica qualitats relacionades amb la sexualitat, l'amor, la bellesa, l'encant, l'atractiu i la seducció femenines. La paraula venus escrita amb minúscula significava en llatí "amor sexual, desig sexual". Eden proposa una possible relació amb la planta coneguda com a Venus d'Eryx (Eruca sativa), considerada afrodisíaca pels romans, a partir de la llegenda que diu que la deessa va abandonar el paradís per estar-se a Erix (Sicília) per poder menjar unes carabasses que creixien allí.

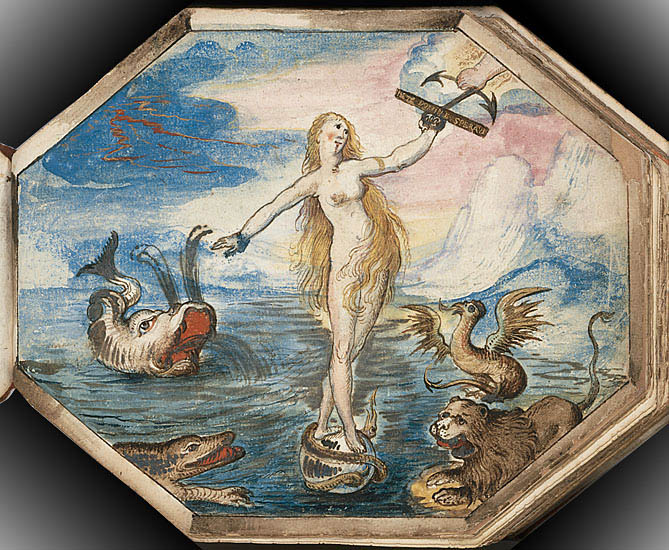
Venus naixent de l'escuma de mar

El seu culte, basat en l'ús de filtres amorosos màgics, entra en contrast amb el culte d'altres déus de caràcter més seriós, basats en sacrificis oficials. Aquesta ambivalència també es dona en la paraula llatina venenum (verí) que tot i que es creu que té el mateix origen etimològic, té un significat aparentment contrari al d'amor, amb el qual generalment es relaciona la deessa. Potser a partir de la idea que per aconseguir l'amor tot s'hi val, fins i tot l'ús de verins. No obstant Venus és considerada com una deessa benigna, encara que se li atribueixen altres funcions: pot atorgar una victòria militar, aconseguir bona fortuna, prosperitat i èxit sexual. En uns contexts és la deessa protectora de les prostitutes, en d'altres pot canviar el cor dels mortals fent que passin del vici sexual cap al camí de la virtut.
S'han trobat imatges de Venus en pintures murals a les cases, en mosaics i en petits santuaris domèstics (lararia). Petroni, en la seva obra Satíricon, situa una figureta de Venus entre els Lares (déus domèstics) del llibert Trimalchio.Les núvies oferien a Venus un regal abans del seu casament, però es desconeix en què consistia aquesta ofrena. Algunes fonts d'estudi diuen que les noies oferien les seves joguines infantils a la deessa, però no és clar en quin moment es feia aquesta ofrena, mentre que altres fonts afirmen que l'ofrena no era feta a Venus sinó als Lares. En els jocs de daus, un entreteniment molt popular entre els romans de totes les classes socials, el qui tenia més sort era conegut amb el sobrenom de "Venus".

## Els símbols de Venus

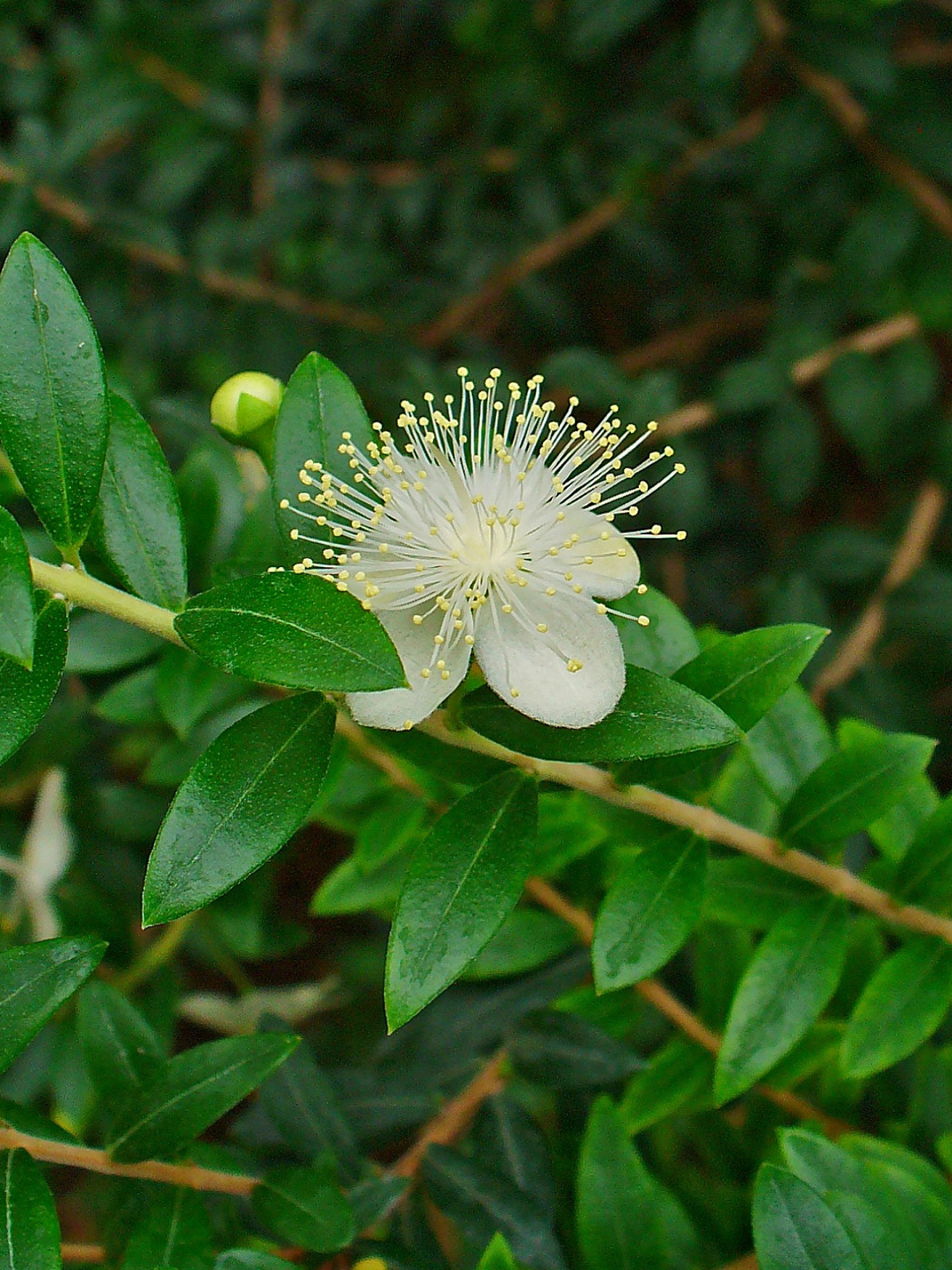
murtra, planta relacionada amb el culte a Venus

La majoria dels símbols que representen Venus són els mateixos d'Afrodiata. Les flors eren un símbol que la representaven i a la vegada eren l'ofrena més habitual. Les roses era un d'aquestes flors, se li oferien als ritus de Porta Col·lina, i especialment la flor de la murtra per la seva blancor i aroma suau, per les seves fulles sempre verdes i per diverses propietats medicinals que se li atribuïen. Tant les estàtues de Venus com les persones que li rendien culte es posaven al cap garlandes fetes amb aquesta planta. Amb anterioritat la murtra havia estat emprada en els ritus en honor de Cloacina, la deessa etrusca protectora de la principal claveguera de Roma. A causa d'això aquesta planta sagrada s'anomenava Venus Cloacina i també Venus Murtia per una relació amb la deïtat Múrcia, d'on deriva el nom actual "murtra".
Es creia que la murtra era força afrodisíaca. El pudendum femení, en particular el clítoris, era conegut amb el sobrenom de murtos (murtra). Les roses i la murtra s'empraven en els poms que duien les núvies el dia del seu casament, però no en la corona que es posaven al cap per no ofendre Juno, la deessa que beneïa la condició legal del matrimoni.
Venus era invocada també pels bevedors de vi per les propietats seductores d'aquesta beguda. Als rituals de Bona Dea, la deessa de la virginitat, es prohibia l'ús de la murtra i no es podia esmentar Venus ni res que tingués a veure amb el sexe masculí. Els rituals, permetien que les dones beguessin el vi dels sacrificis que era el de més grau, que normalment era reservat per als homes. Així podien acabar èbries mentre Bona Dea les protegia de les temptacions de Venus. Fora d'aquest context les dones prenien l'anomenat "vi de Venus" de gradació menor i suavitzat amb oli de murtra.
Als generals romans, quan tornaven victoriosos, se'ls oferia portar una corona de murtra al cap, anomenada Venus Victrix, que els purificava de la sang vessada en la guerra.

## Els temples i el seu culte

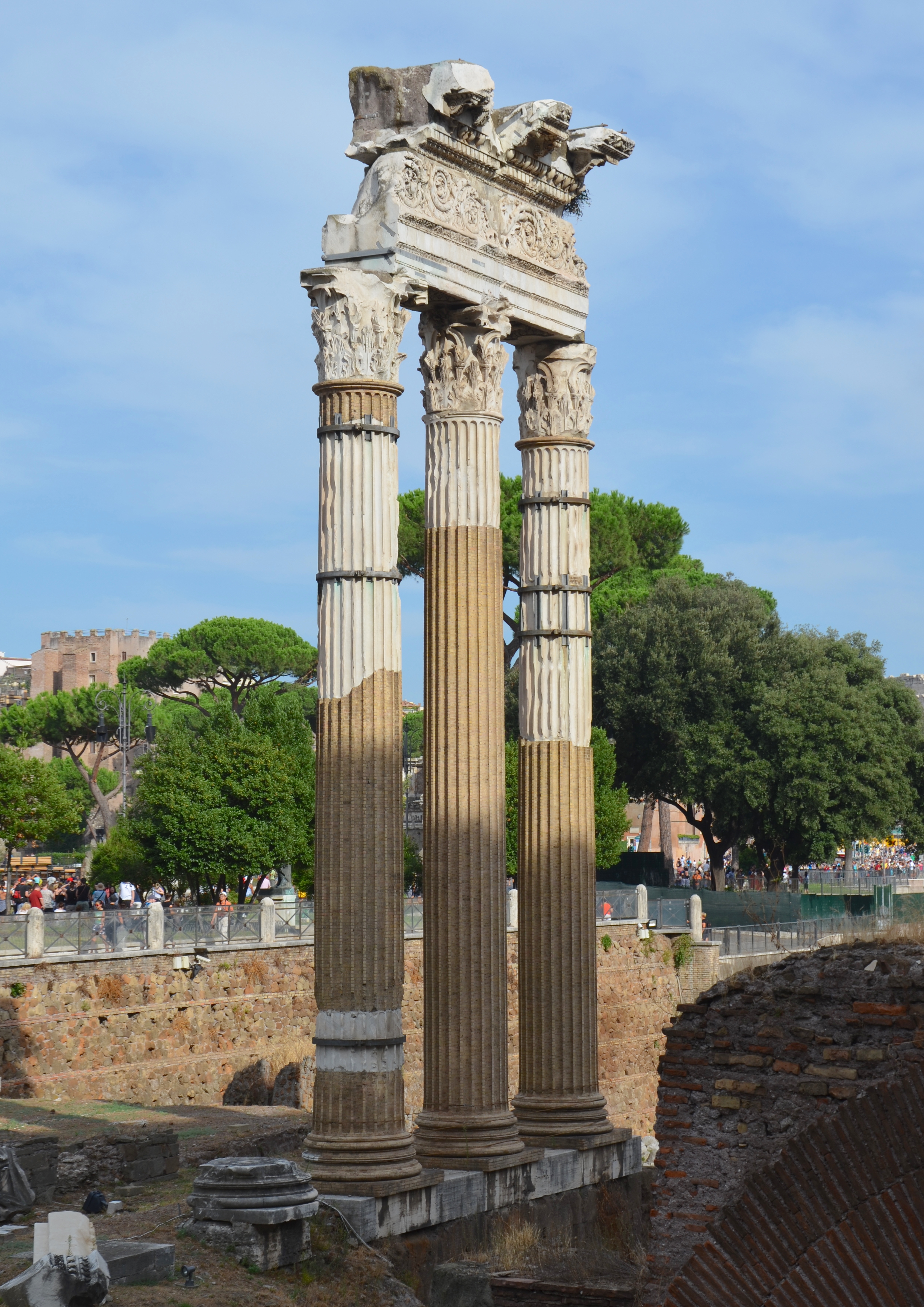
Temple de Venus Genetrix al Fòrum de Cèsar, Roma.

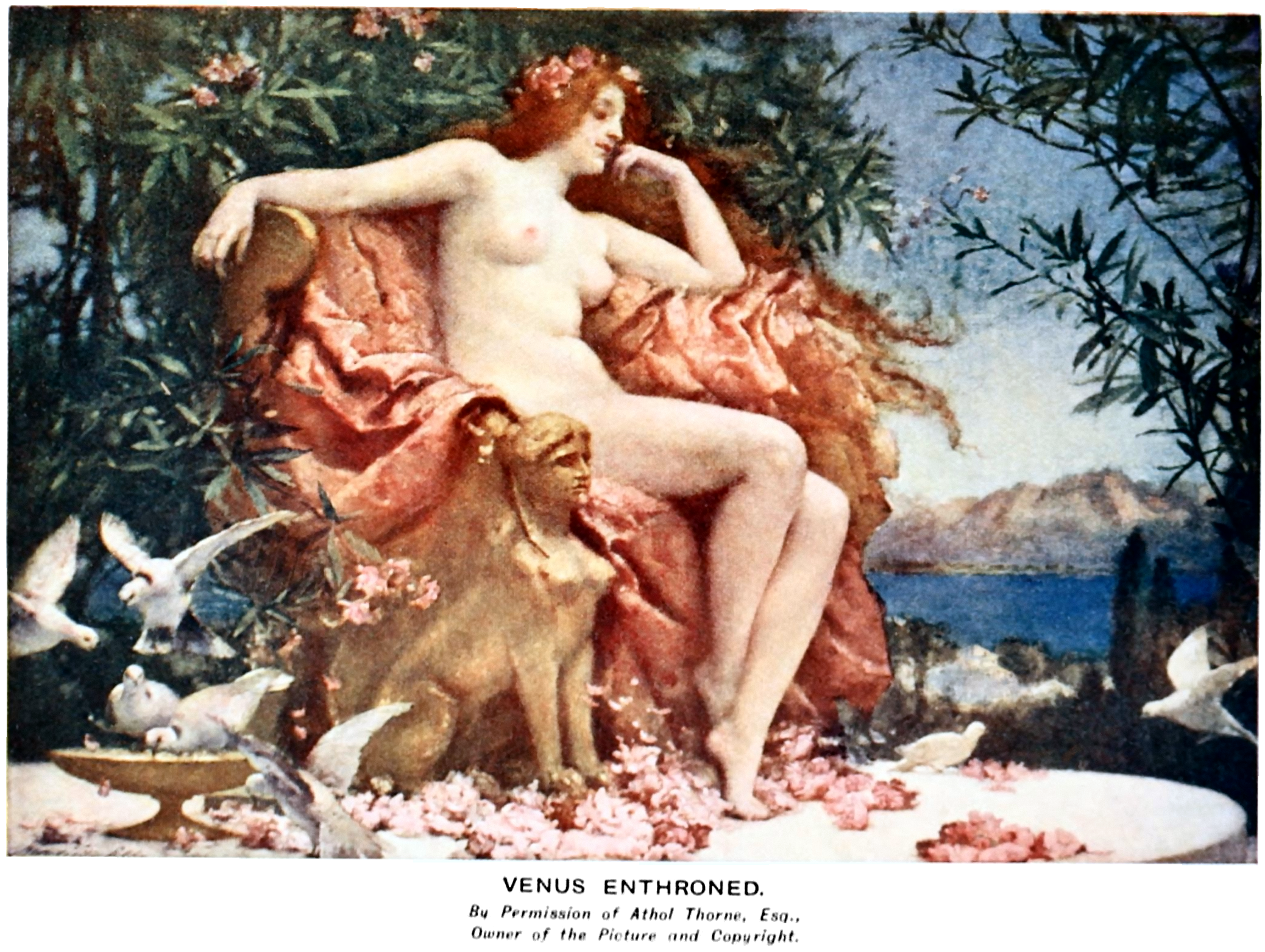
Representació de Venus en el seu tron.

Al llarg del temps la deessa apareix lligada a la política i al poder, en el sentit que al començament els governants li edificaven temples en agraïment pels triomfs aconseguits i més endavant va esdevenir una arma política: qui més devot demostrava ser edificant-li el temple més bonic, era qui aconseguia més popularitat i, per tant, major suport polític.
El primer temple de què es té coneixement tenia la inscripció de Venus Obsequens, que es podria traduir per «l'obedient» o «la complidora», va ser una promesa feta pel cònsol Quint Fabi Màxim Gurges en agraïment per la victòria contra els samnites. Va ser edificat l'any 295 aC, en un lloc al turó de l'Aventí i suposadament va ser finançat amb les multes imposades als ciutadans per faltes sexuals. Els ritus estaven influïts pels de la deessa Afrodita, ja coneguts a les terres del sud (Magna Graeca). La data de la celebració coincideix amb el festival de la Vinalia rustica.
L'any 217 aC, en les primeres etapes de la Segona Guerra Púnica contra Cartago, Roma va ser derrotada en la batalla del llac Trasimè. Van consultar l'oracle de la Sibil·la la qual va suggerir que prenguessin a la deessa Venus Erycina, venerada pels sicilians que eren aliats dels cartaginesos, perquè canviés el seu patronatge i passés a protegir els romans. Els romans van fer un setge a la ciutat d'Eryx, van prendre la imatge de la deessa que allà hi havia i li van construir un temple magnífic a Roma, al turó del Capitoli al costat dels altres déus importants. D'aquesta manera aquesta deessa estrangera, un cop despullada de les seves característiques cartagineses, va esdevenir Venus Genetrix ("La mare Venus"), Segons la llegenda, narrada a l'Eneida, Venus havia estat la protectora dels avantpassats troians dels romans i amb aquesta victòria contra els cartaginesos quedava confirmat el vincle de bona voluntat de la deessa cap al poble romà.
El temple capitolí sembla que va estar reservat als romans de classe alta, mentre que fora de la muralla (el pomerium) la classe plebea li rendia culte en un lloc prop de la Porta Col·lina, costum que es va establir el 181 aC. Aquest temple probablement va conservar alguns dels rituals dels antics cartaginesos. Un altre santuari dedicat a Venus Verticordia ("Venus la qui fa canviar els cors"), es va construir el 114 aC amb vestigis d'un antic culte a Venus-Fortuna, a la zona del Circ Màxim, prop de l'Aventí.
A la darreria de la República Romana, alguns ciutadans importants van dir que havien estat afavorits per la deessa i el general Sul·la va atorgar-li el sobrenom de Venus Felix, doncs ell també es considerava en deute pel seu ràpid ascens polític i militar. El cònsol Pompeu li va fer construir l'any 55 aC un temple per celebrar els seus darrers triomfs militars. També va fer encunyar monedes amb la Venus Victrix portant una corona de llorers.A més, va reclamar ser un protegit de Venus Genetrix, només per competir amb Juli Cèsar, la família del qual era coneguda per la seva devoció des d'antic a aquesta divinitat.

Quan Juli Cèsar va ser assassinat, August va fer servir la seva devoció a Venus per a justificar ser un digne successor

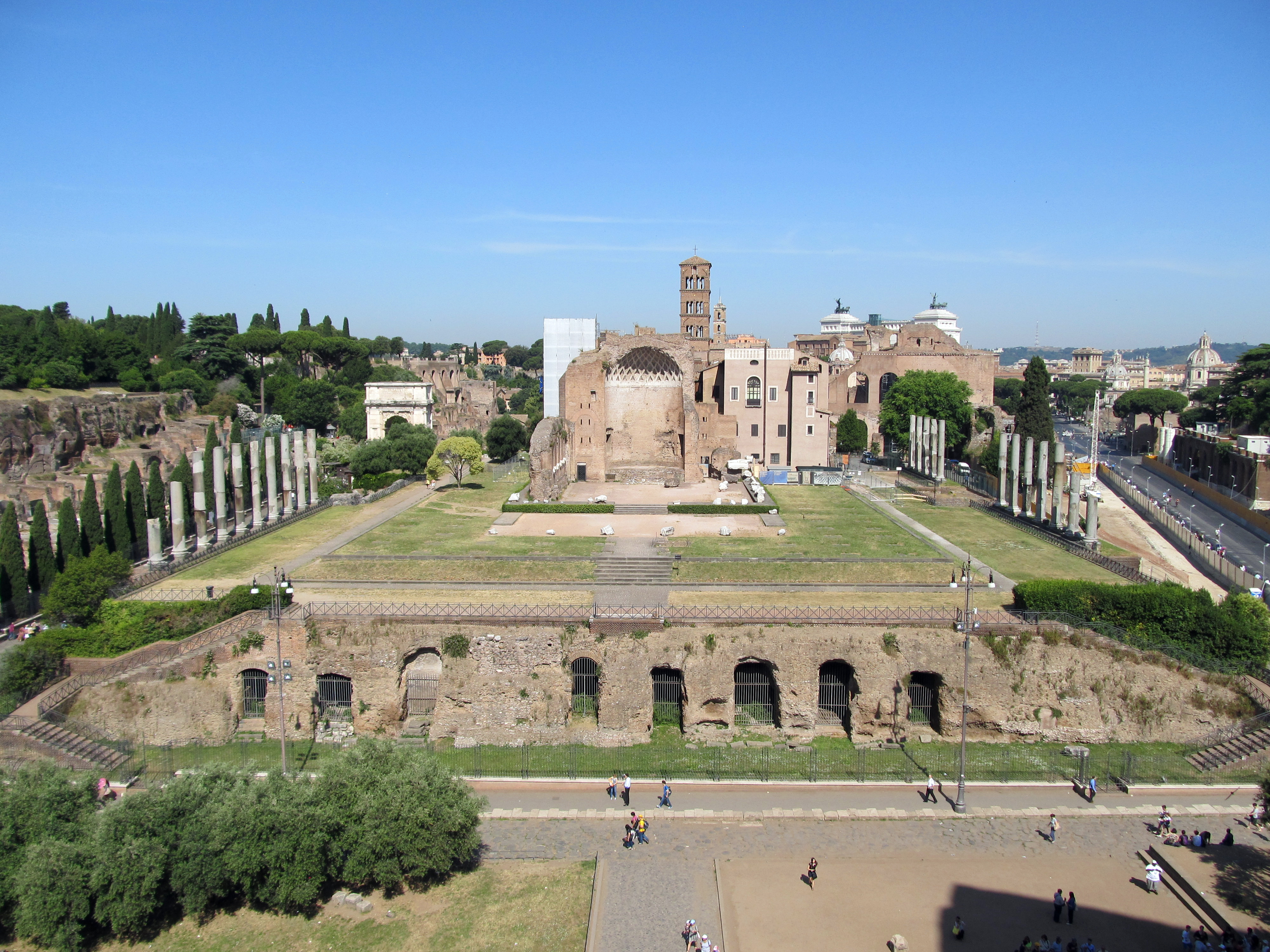
El temple de Venus i Roma, a l'antic turó de Vèlia.

L'any 135 l'emperador Hadrià va inaugurar un temple a Venus i a Roma Aeterna al turó de Vèlia. Va ser el temple més gran que se li va construir i representava la unió de la ciutat de Roma i les seves províncies.
Vitruvi recomanava, en la seva obra De Architectura, que si s'havia de construir un nou temple a Venus, es fes seguint les normes dels harúspex etruscs i que el millor lloc per a fer-ho era a la rodalia de la porta de Roma per tal d'evitar que les matrones i joves fossin contaminades amb la luxúria de l'interior de la ciutat. Afegia en el seu suggeriment que l'estil corinti era el que més s'adeia a Venus, amb guarniments de fulles esculpides. Posava com a exemple de mala distribució de l'espai el temple de Venus al fòrum de Cèsar, perquè les columnes eren massa amples i això obligava a entrar-hi en filera d'un, a més d'enfosquir l'interior.

## Celebracions

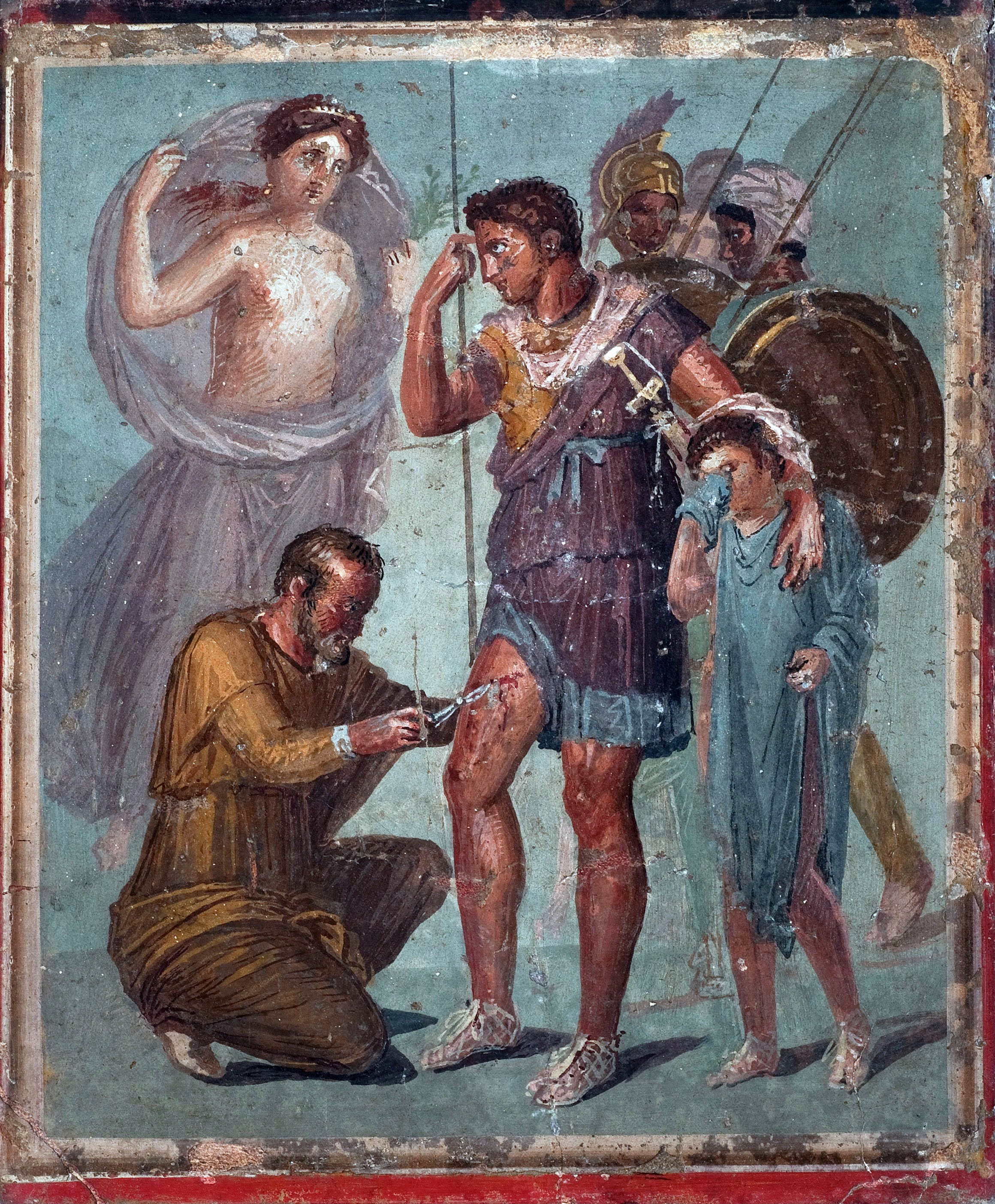
Venus, pintura mural en una casa de Pompeia

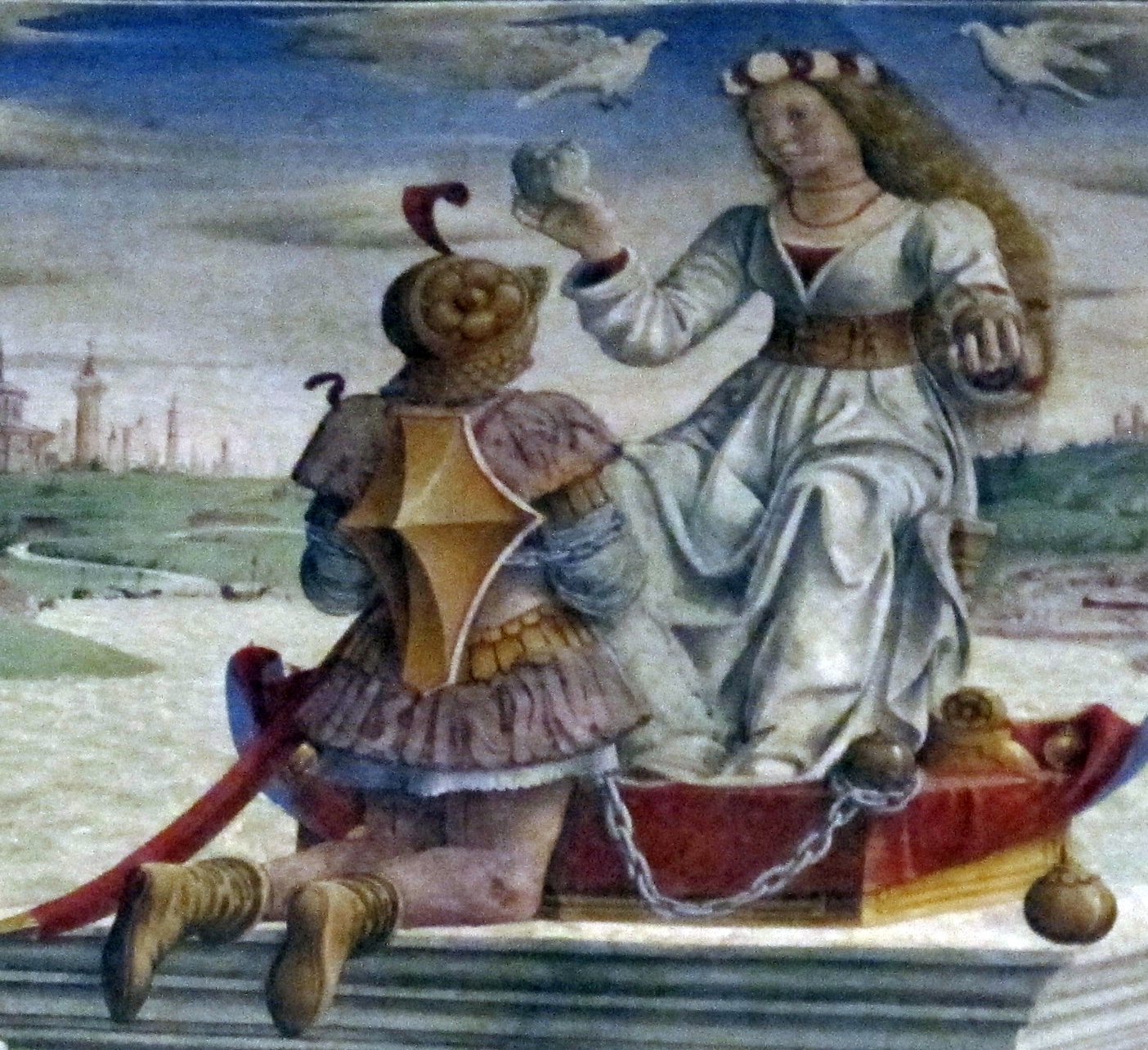
Pintura medieval per celebrar el triomf de Venus sobre la guerra, al Palau Schifanoia

Venus rebia un culte pagat per l'estat per estar inclosa dins el calendari de festes oficials romanes. El seu mes sagrat era l'abril, perquè la paraula deriva del verb aperire(obrir), època quan s'obren les flors, les quals eren el símbol principal de la deessa i també la principal ofrena per al seu culte. També es creu que la paraula abril podria tenir algun antic lligam amb la paraula Afrodita, deessa amb qui sovint s'identificava Venus.

### Veneralia
Celebrat l'1 d'abril. Era el dia dedicat a Venus Verticordia i a Fortuna Virilis. Probablement el culte de Fortuna fos anterior al de Venus, el de Venus Verticordia es va iniciar l'any 220 aC, per suggeriment de la sibil·la per a poder derrotar els cartaginesos, i també perquè una sèrie de prodigis van donar a entendre que la deessa se sentia ofesa per la conducta sexual de romans de totes les classes socials, fins i tot de tres verges vestals. La seva estàtua era honorada per una jove escollida, com la més pura sexualment, per una comissió de matrones romanes. Al començament l'estàtua probablement va estar al temple de Fortuna Virilis. L'any 114 aC Venus Verticordia va tenir un temple propi. Durant el ritual, la seva imatge era portada als banys públics per a homes on se la desvestia i se la banyava per les seves servidores i després la guarnien amb flors. Llavors les dones i els homes feien les seves peticions a la deessa amb relació a assumptes d'amor, sexe i matrimoni. Segons la creença romana, la manera de ser, la conducta i els pensaments d'una persona residien al cor, i l'apel·latiu Venus Verticordia(Venus la canviadora de cors) implicava també fer-li peticions d'aquesta mena.

### Vinalia urbana
Celebrat el 23 d'abril. Era la festivitat del vi i estava dedicat a Venus i Júpiter. Venus era la patrona del vi ordinari, el que es bevia cada dia, mentre que Júpiter era el patró del vi de més gradació, ja que ell era qui controlava el temps atmosfèric del qual depenia la collita de la vinya. En aquesta festivitat la gent s'aplegava davant el temple capitolí on es consagrava el vi de la collita anterior i es vessava una mica en un clot fet expressament. Les noies joves i les prostitutes feien una ofrena floral.

### Vinalia Rustica
Celebrat el 19 d'agost, era la més antiga de les festes en honor de Venus, també conegut com a dia de Venus Obsequens. Els horts, els mercats de fruita i verdura i potser les vinyes rebien la seva benedicció. Segons Varró aquest dia estava consagrat a Júpiter, però el ritual de sacrificar un anyell femella fa pensar que en un principi va ser una festa exclusiva de Venus.

### Venus Genetrix
Celebrat el 26 de setembre. Aquesta festa es va iniciar l'any 46 aC per idea de Juli Cèsar, que a més, es va proclamar pontífex màxim. Es desconeix en què consistia el ritual, però la festa va ser continuada amb els seus successors.

## Els noms de Venus

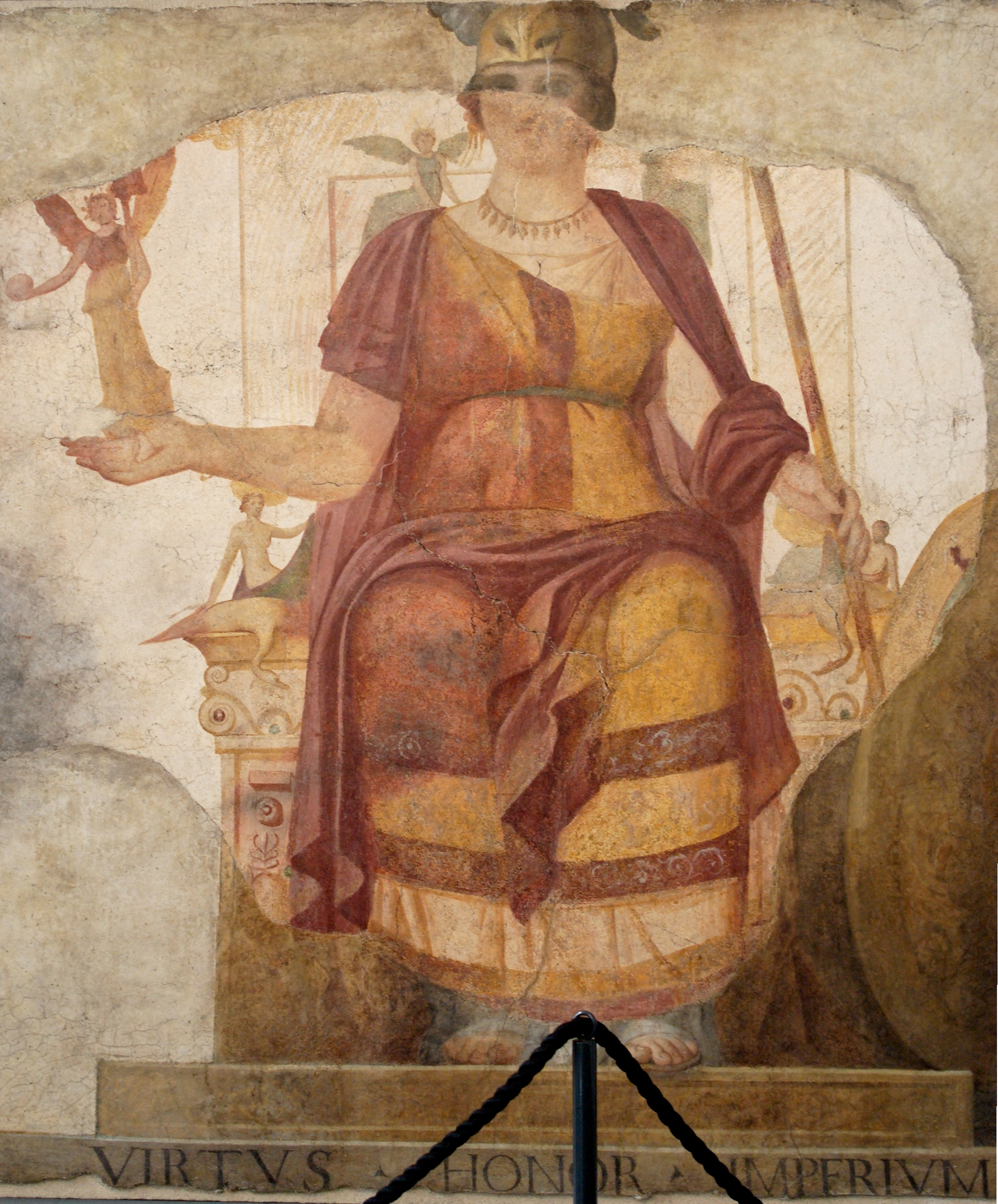
Pintura mural amb Venus personificant Roma, que rep el nom de Dea Barberini.

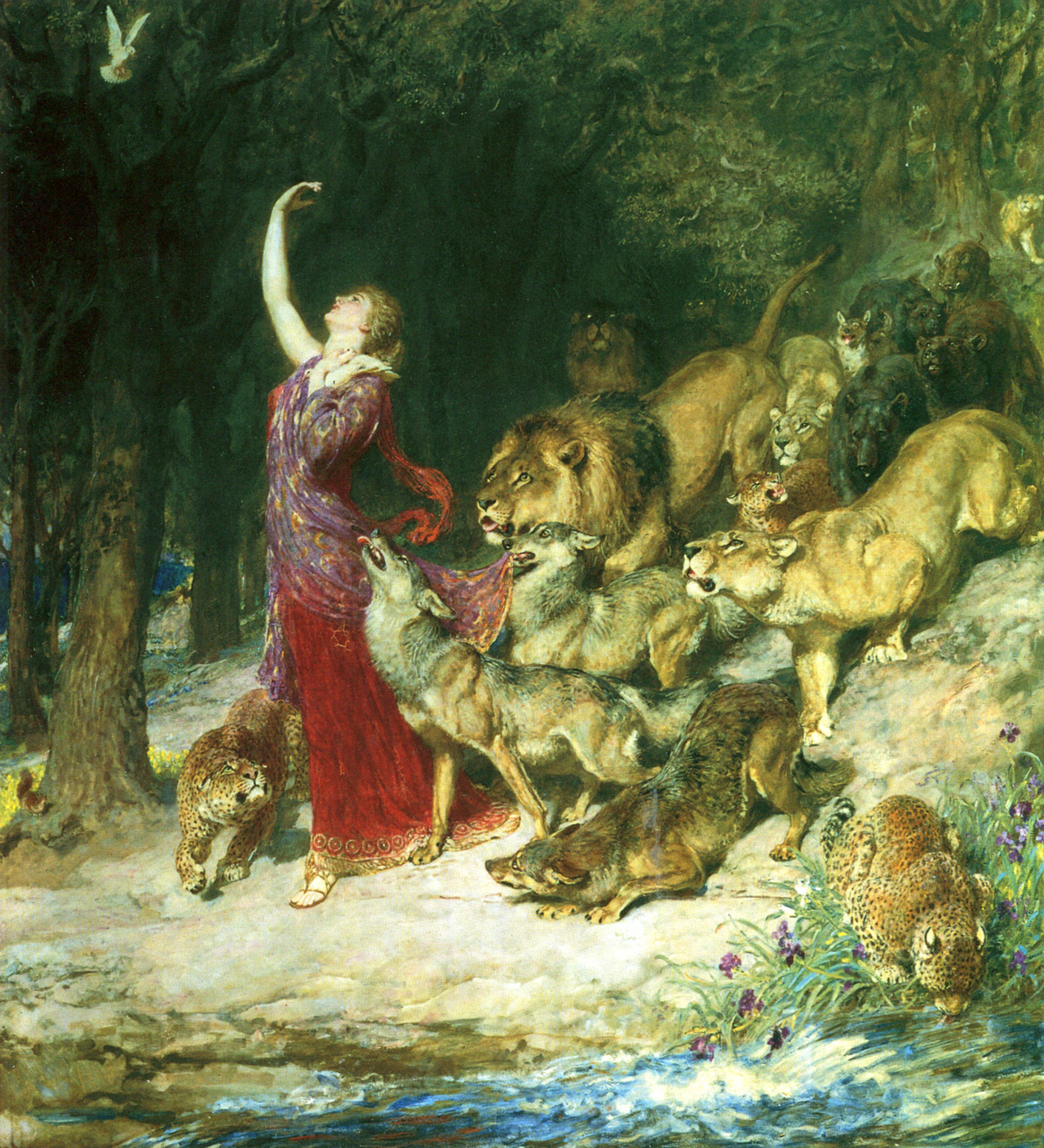
Pintura de Venus

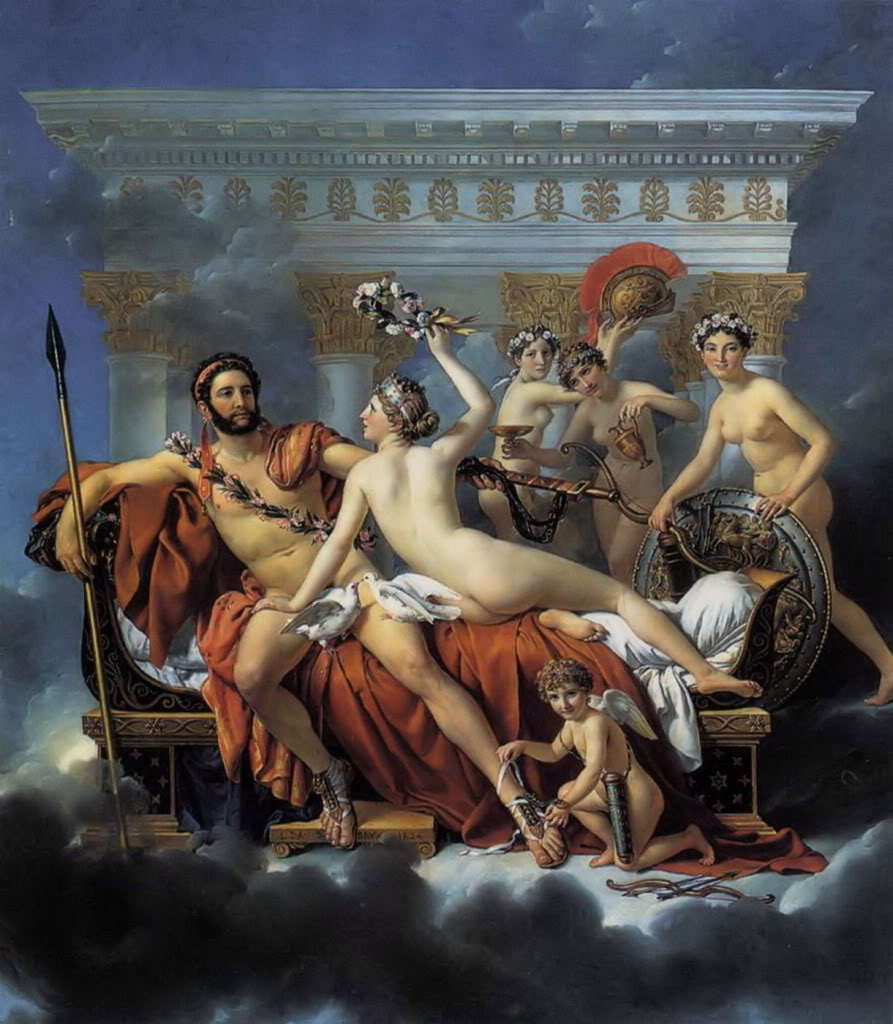
Venus desarma la guerra amb ajuda de l'amor, de les tres gràcies i del vi

- Venus Caelestis: Nom emprat des del segle ii. Es coneix l'existència d'un recipient anomenat Venus Caelestis per a recollir la sang del sacrifici d'un bou, en un ritual que es va fer al temple de Pozzuoli el 5 d'octubre de l'any 134. Aquest aspecte de la deessa està associat amb la divinitat fenícia Astarte, de la vida i de la mort, o amb Magna Mater, una suposada divinitat protectora dels avantpassats troians dels romans.[39]
- Venus Calva: Aquest nom només es troba en escrits posteriors al període clàssic. En un d'ells es diu que la festa era per commemorar una ocasió en què les matrones romanes es van tallar els cabells per a confeccionar cordes, les quals es van utilitzar en els arcs per la defensa de la ciutat durant un setge. Però segons una altra font, l'esposa del rei Anc Marci juntament amb altres dones van perdre els cabells durant una epidèmia, llavors les dones que no havien estat afectades es van solidaritzar tallant-se els cabells i oferint-los a la deessa per demanar-li que tornessin a créixer els cabells de les seves amigues[40][41]
- Venus Cloacina: ("Venus la purificadora"); una fusió entre Venus i la deessa etrusca de l'aigua Cloacina, la qual tenia un santuari per sobre de la desembocadura de la Cloaca Màxima, que en principi havia estat un sortidor natural d'aigua però que més endavant va quedar tapat en passar a formar part de la principal claveguera de la ciutat.[42] Plini el Vell fent un comentari sobre Venus com a deessa d'unió i reconciliació, parla d'aquest santuari amb relació a una anècdota dels temps antics quan els romans i les sabines hi feien ofrenes de murtra per fer les paus.[43]
- Venus Erycina, per haver estat transportada des d'Eryx (Sicília).
- Venus Frutis per un temple conegut com el Frutinal a la ciutat de Lavinium.[44][45]
- Venus Felix, nom adoptat per Sul·la i Hadrià, probablement emprat amb anterioritat.
- Venus Genetrix ("Venus la mare"), emprat per la família de Juli Cèsar.
- Venus Kallipygos ("Venus la del cul bonic"), adorada a Siracusa.
- Venus Libertina, nom probablement sorgit de la barreja semàntica entre la paraula libertina (dona lliure) i lubentina (apassionada).
- Venus Libitina. Amb el mateix procés de similitud fonètica que l'anterior, era la patrona dels funerals i enterraments. Hi havia un temple dedicat a Venus Libitina al bosquet anomenat Libitina dalt del turó de l'Esquilí.[46]
- Venus Murcia, relacionada amb la deessa del Mons Murcia, a la part més baixa de l'Aventí, la qual tenia un temple al Circ Màxim. Alguns autors la relacionen amb la planta coneguda amb el nom de murtra.
- Venus Obsequens. Era el nom que apareixia al primer temple que se li va construir a Roma el 295 aC.
- Venus Physica: Venus com a força creadora del món físic, tot i que el poeta Lucreci li posa el nom de "Alma Venus" en la part introductòria sobre la filosofia de l'epicureisme titulada De Rerum Natura. Sembla que va ser la divinitat preferida del seu mestre, Memmius.[47] També era la deessa protectora dels pompeians i quan Sul·la va capturar aquesta ciutat durant la guerra amb els samnites, li va canviar el nom pel de Colonia Veneria Cornelia, unint el nom de la seva família al de la deessa.[48]
- Venus Urania: ("la Venus dels cels"), nom emprat com a títol d'un llibre escrit per Basilius von Ramdohr (1757–1822), una obra de l'escultor Pompeo Marchesi (1783-1858) i una pintura de Christian Griepenkerl (1839– 1912).
- Venus Verticordia ("Venus la canviadora de cors).
- Venus Victrix, "Venus la Victoriosa", nom que mostra un aspecte romanitzat d'Afrodita, que els grecs havien heretat de les seves relacions amb cultures de més cap a l'est, la deessa Ixtar.[49] En l'art neoclàssic va ser un epítet molt emprat, per exemple en l'obra de l'escultor Antonio Canova on retratava la germana de Napoleó Bonaparte.